# Load-Link/Store-Conditional
 (mars 2023).
Si vous disposez d'ouvrages ou d'articles de référence ou si vous connaissez des sites web de qualité traitant du thème abordé ici, merci de compléter l'article en donnant les références utiles à sa vérifiabilité et en les liant à la section « Notes et références ».
Load-link et Store-conditional (souvent abrégés en LL/SC) forment un couple d'instructions utilisées dans des multiprocesseurs à espace d'adressage partagé.
Load-link charge une valeur depuis une adresse mémoire donnée. Store-conditional écrit à une adresse uniquement s'il n'y a pas eu de nouvelle écriture à cet endroit depuis l'exécution du Load-link par le cœur, et signale la réussite par une valeur de retour booléenne.
Ces instructions garantissent que la modification se fait de manière atomique, et sont donc utilisées pour l'implémentation de nombreux algorithmes parallèles.